# Amarantowa wstążka
Amarantowa Wstążka lub Amarantowa Wstążeczka – polskie zastępcze (prowizoryczne) odznaczenie bojowe.
Odznaczenie zostało ustanowione rozkazem nr 120 dowódcy I Korpusu Polskiego w Rosji, generała porucznika Józefa Dowbor-Muśnickiego z 17 lutego 1918 roku „dla okazania wspaniałych czynów bojowych swoich żołnierzy i tym, którzy na nią zasłużyli”.
W okresie początkowym wstążki w barwie narodowej (amarant) miały szerokości 2 cm, następnie wstążki miały, długości 3 cm i szerokości 1 cm. Wstążeczki noszone były na lewej piersi w połowie wysokości między pierwszym i drugim guzikiem munduru lub płaszcza. Każdy czyn bohaterski ma być odznaczony jedną wstążeczką. Wstążeczki winny być noszone jedna pod drugą w odległości 0,5 cm.
„Oficerowie i żołnierze, którzy zasłużą na odznakę, będą wymienieni w rozkazie do korpusu i nazwiska ich przedstawione Rządowi Narodowemu”.
27 lutego 1918 roku w twierdzy Bobrujsk, w obecności niemieckiej delegacji z majorem Wulffenem na czele, odbyła się pierwsza dekoracja żołnierzy zasłużonych w bojach z bolszewikami.  
Lista wyróżnionych obejmowała 565 oficerów, podoficerów i szeregowców. Większość odznaczonych uhonorowano za męstwo wykazane w bitwie pod Osipowiczami w dniu 19 lutego 1918 r.
Ogółem w I Korpusie Polskim nadano w ciągu 4 miesięcy około 900 wstążek amarantowych, które później w latach 1921–1922 zamieniono na Krzyż Walecznych. Posiadacze amarantowej wstążki otrzymali go w sposób automatyczny.
Baretka amarantowa o długości 35–40 mm i szerokości 1 cm.
Z dniem 1 lipca 1921 roku Minister Spraw Wojskowych zezwolił na noszenie wstążeczki amarantowej „do czasu zamiany na uchwalone przez władze prawodawcze odznaczenia”. Wstążkę należało nosić za Krzyżem Walecznych, a za nią także drugą i trzecią.
W lipcu 1922 roku Minister Spraw Wojskowych gen. dyw. Kazimierz Sosnkowski, w zamian za Amarantowe Wstążki, nadał żołnierzom byłego I Korpusu Krzyże Walecznych
W październiku 1935 roku Biuro Personalne Ministerstwa Spraw Wojskowych wydało „Listę odznaczonych Krzyżem Walecznych o nieznanych adresach”. Na liście figuruje ponad 1200 żołnierzy, którym Krzyż Walecznych został nadany za czyny dokonane w szeregach I Korpusu Polskiego i formacjach, które weszły w jego skład: Legion Puławski, Brygada Strzelców Polskich i Dywizja Strzelców Polskich oraz Naczpol. Wśród odznaczonych żołnierzy, których adresów Biuro Personalne MSWojsk nie było w stanie ustalić, znaleźli się między innymi: gen. bryg. Józef Porzecki, ks. dziekan Andrzej Gawędzki, ppłk Stanisław Bobiatyński, płk Stanisław Wrzaliński, ppłk dypl. Witold Radecki-Mikulicz i mjr dypl. Ziemowit Grabowski .
Redakcja „Placówki”, organu prasowego Dowborczyków, apelowała do swoich czytelników – odznaczonych „Amarantową Wstążeczką” by sprawdzili, czy nie figurują na wspomnianej wyżej liście.